# نعاميات
نعاميات (الاسم العلمي: Struthioniformes) هي رتبة من الطيور تتبع طائفة طيور من صف فقاريات رباعية الأطراف.
والنعاميات هي إحدى مكونات أُباشة مسطحات الصدر والتي تحتوي على كل الطيور الكبيرة التي لا تطير.

## رتيبات
تضم هذه الرتبة رتيبتين فرعيتين هما:
- نعامينية (الاسم العلمي: Struthioni)
- رياينية (الاسم العلمي: Rheae)

## فصائل منقرضة
- †إيليترورنسية (باللاتينية: Eleutherornithidae) وهي فصيلة أحفورية منقرضة
- †حبارية قديمة (باللاتينية: Palaeotididae) وهي فصيلة أحفورية منقرضة
- †خلفيات الإصبع (باللاتينية: Opisthodactylidae) وهي فصيلة أحفورية منقرضة

## فصائل
- نعامية (باللاتينية: Struthionidae)
- رياوية (باللاتينية: Rheidae)